# Villamuera de la Cueza
Villamuera de la Cueza là một đô thị trong tỉnh Palencia, Castile và León, Tây Ban Nha. Theo điều tra dân số 2004 (INE), đô thị này có dân số là 60 người.